# Fosdinovo
Fosdinovo is een gemeente in de Italiaanse provincie Massa-Carrara (regio Toscane) en telt 4883 inwoners (31-12-2015). De oppervlakte bedraagt 48,7 km², de bevolkingsdichtheid is 100 inwoners per km².
De volgende frazioni maken deel uit van de gemeente: Caniparola, Tendola, Giucano, Canepari, Marciaso, Posterla, Carignano.

## Demografie
Fosdinovo telt ongeveer 2101 huishoudens. Het aantal inwoners steeg in de periode 1991-2001 met 10,9% volgens cijfers uit de tienjaarlijkse volkstellingen van ISTAT.
| Jaar | Inwoneraantal |
| ---- | ------------- |
| 1991 | 3949          |
| 2001 | 4379          |
| 2015 | 4883          |

## Geografie
De gemeente ligt op ongeveer 500 m boven zeeniveau.
Fosdinovo grenst aan de volgende gemeenten: Aulla, Carrara, Castelnuovo Magra (SP), Fivizzano, Ortonovo (SP), Sarzana (SP).

## Geboren
- Graziano Battistini (1936-1994), wielrenner
- Toto Cutugno (1943-2023), zanger, liedjesschrijver en winnaar van het Eurovisiesongfestival 1990